# Vilém Florentin Salm-Salm
Vilém Florentin princ či kníže ze Salm-Salmu (10. května 1745 Anholt – 14. září 1810 Hahnbach) byl biskup v Tournai v dnešní Belgii a arcibiskup pražský (s titulem kníže-arcibiskup).

## Životopis

### Mládí a studium
Narodil se jako jako 18. a poslední dítě rakouského polního maršálka a antverpského guvernéra Mikuláše Leopolda, prvního knížete ze Salm-Salmu a jeho vzdálené příbuzné a dědičky řady panství, princezny Dorotey Františky ze Salm-Anholtu. Byl předurčen pro vojenskou kariéru, studoval na francouzské koleji v Juilly a na Tereziánské vojenské akademii, ale poté zvolil církevní dráhu. Vystudoval teologii a právo v Kolíně nad Rýnem a Lutychu.

### Církevní dráha
Od roku 1761 pak v Kolíně, Lutychu a Štrasburku působil jako kanovník. V roce 1771 byl vysvěcen na kněze a roku 1776, ve svých pouhých 30 letech, se stal biskupem v Tournai. Mimo své kněžské a biskupské úřady působil rovněž jako regent na bezprostředních i šlechtických rodinných majetcích, které spravoval v letech 1773–1788 za nezletilého synovce. V roce 1780 bylo princi ze Salm-Salmu přislíbeno ostřihomské arcibiskupství v Uhrách, nejbohatší v celé tehdejší Habsburské monarchii. Čekatelem na tento arcibiskupský stolec se stal za odměnu, protože svou autoritou a diplomatickým úsilím dokázal přesvědčit kolínskou kapitulu, aby až se uprázdní místo tamního kurfiřta-arcibiskupa, zvolila do čela diecéze arcivévodu Maxmiliána Františka Habsbursko-Lotrinského. Do Vilémových nadějí na získání ostřihomského stolce ovšem zasáhla Velká francouzská revoluce.
Tournaiská diecéze se rozkládala na území Rakouského Nizozemí i sousední Francie a Vilém Florentin se tak, jako jeden z francouzských biskupů, zúčastnil zasedání generálních stavů 5. května 1789. Již 2. listopadu toho roku byly ovšem ve Francii všechny duchovní statky zkonfiskovány, čímž biskupství přišlo o více než polovinu svého majetku. Krátce nato se revoluční běsnění rozšířilo i do Rakouského Nizozemí a Vilém Florentin, který byl navíc od dubna roku 1790 tlačen francouzskou stranou k přísaze na novou revoluční ústavu, musel prchnout na rodový zámek v Anholtu a pak do Kolína nad Rýnem. Zpět do Tournai se vrátil po potlačení povstání v červnu 1791, ovšem po vypuknutí války Rakouska s Francií a po úspěšné prvotní krátké francouzské ofenzívě směrem do Nizozemí (25. dubna 1792) uprchl Vilém Florentin ze Salm-Salmu ze svého dosavadního biskupství nadobro.
Když se však uvolnil úřad pražského arcibiskupa, nominoval jej císař František II. dne 1. května 1793 do této funkce. Papež translaci z Tournai 23. září 1793 potvrdil. Dne 21. února 1794 obdržel Vilém Florentin pallium, takže mohl 2. května 1794 přesídlit do Prahy. Zde již vyměnil předchozí život v přepychu z Tournai především za dobročinnost. Jeho první starosti v Praze byly rázu finančního. Musel zaplatit dotaci pro zadlužené sufragánní (tj. podřízené) českobudějovické biskupství a povinnou válečnou daň. Aby mohl arcibiskup Vilém Florentin zachránit stříbrný náhrobek svatého Jana Nepomuckého v Katedrále svatého Víta na Pražském hradě před kontribucí, odvedl v roce 1793 dobrovolnou válečnou daň ve výši 50 000 florinů a pro pozvednutí arcibiskupských statků zpět na dřívější úroveň, musel mj. od téhož roku převzít také údržbu budějovické diecéze ve výši 12 000 florinů ročně. Do arcibiskupských statků a jejich hospodářského rozvoje investoval v průběhu let 200 000 zlatých (florinů) ze svých osobních zdrojů. Až do konce svého episkopátu si podržel jurisdikci nad arcibiskupským velkostatkem ve Světci, který teprve po jeho smrti připadl litoměřickému biskupovi.
V Praze se, stejně jako jeho předchůdce arcibiskup Příchovský, snažil o další zmírnění velmi tvrdých, antiklerikálních a dokonce i proticírkevních zákonů z doby panování císaře Josefa II. Podařilo se mu prosadit znovuzavedení výuky náboženství na gymnáziích, obnovení předvelikonoční stavby Božích hrobů či obnovení procesí. Poutní místo Svatou horu, v těsném sousedství arcibiskupského panství a Příbrami, povýšil roku 1797 na proboštství. Prosazoval rovněž lepší dohled nad diecézním klérem, nedokázal sice ještě odstranit josefínskou státní kontrolu a cenzuru pastýřských listů, přesto tímto způsobem s kněžstvem komunikoval. Zavedl také pro klérus povinnost každoročních duchovních cvičení – annuální kněžské exercicie. Typickým jevem jeho stylu správy byly časté důkladné vizitace, každoročně navštívil několik vikariátů a v roce 1806 provedl generální vizitaci celé arcidiecéze. V roce 1804 postoupil císař František II. církvi správu a údržbu triviálních škol. Téhož roku 8. prosince oznámil Salm v katedrále svatého Víta prohlášení se římského císaře Františka císařem rakouským. Dne 2. listopadu 1807 bylo z Řezenské arcidiecéze vyčleněno Chebsko a následující rok předáno pod pravomoc pražského arcibiskupa.

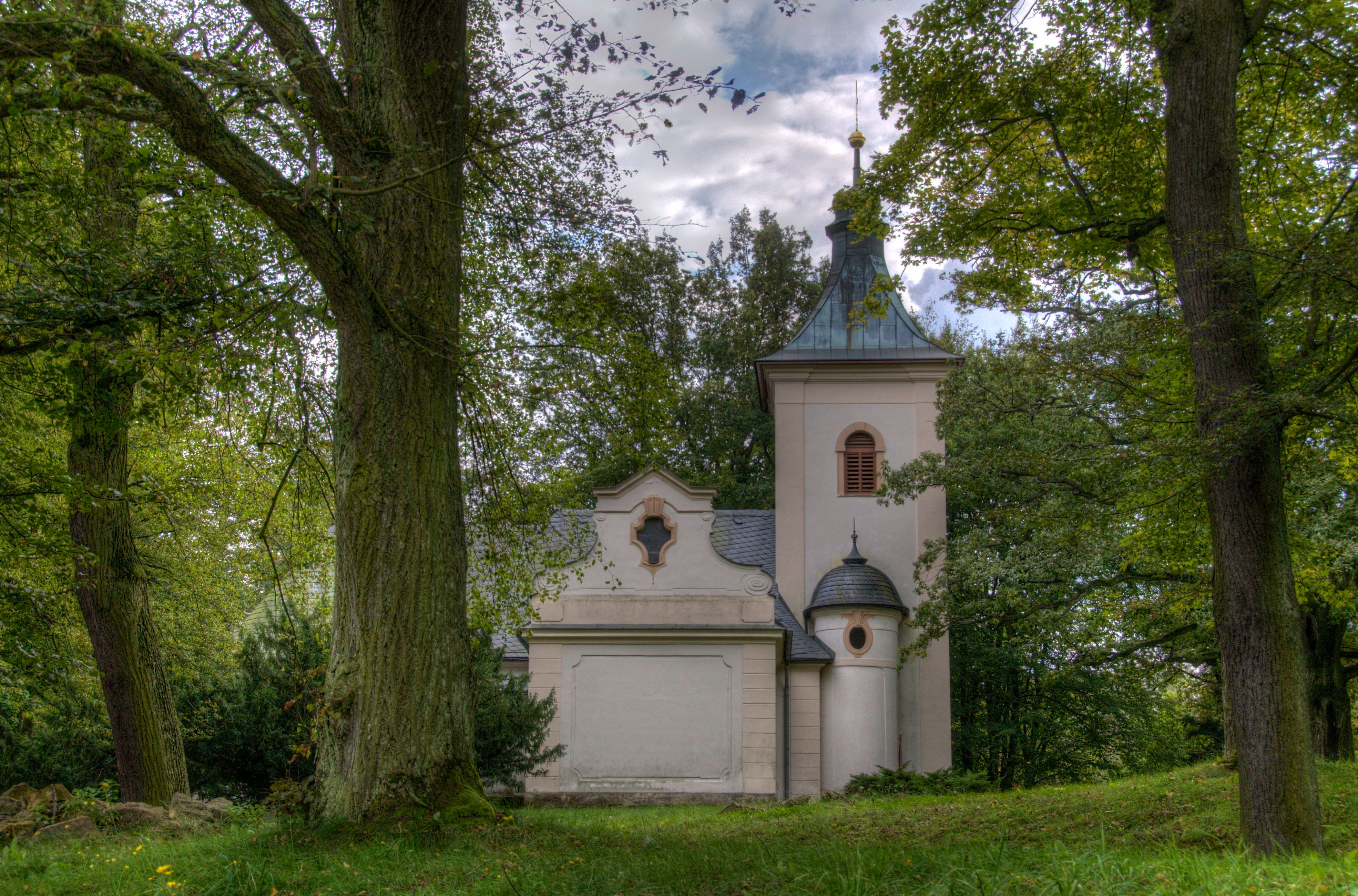
Kostel svatého Františka Serafinského v Kamenici u Prahy

V době válek s revoluční Francií a napoleonských válek postihly pražskou arcidiecézi válečné kontribuce, později i rabování a nouze. Dne 28. prosince 1809 vydal císař František I. nařízení, že veškeré kostelní zlato a stříbro musí být do 1. května 1810 vydáno na krytí válečných výdajů. Náhrobek svatého Jana Nepomuckého, který byl znovu v ohrožení, se opět podařilo zachránit, ovšem množství kostelních pokladů z celé arcidiecéze bylo nenávratně ztraceno, protože vyplatit je, již bylo nad síly stárnoucího a churavějícího arcibiskupa. Ve válečných letech se Salm snažil zmírnit utrpení těm nejpotřebnějším. Chudině nechával rozdávat z arcibiskupských statků chléb a dřevo, nadané mladíky zachraňoval před odvodem zapsáním na studia do kněžských seminářů a obrovskou nezaměstnanost se snažil alespoň trochu zmírnit sociální stavbou: svým osobním empírovým palácem (dnešní Salmovský palác), který Vilém Florentin nechal v letech 1800–1810 postavit na Hradčanském náměstí v Praze, přímo proti dosavadnímu Arcibiskupskému paláci. O jeho kulturních zálibách svědčí to, že na arcibiskupském rožmitálském panství nechal vybudovat stezku na vrch Třemšín, kde dal zbudovat vyhlídkovou plošinu s altány. Sám si Rožmitál velmi oblíbil a rád sem jezdil. Nechal vybavit pokoje rožmitálského zámku a z přilehlé bažiny vybudovat zámeckou zahradu ve stylu anglického parku, která byla od počátku přístupná veřejnosti.

### Závěr života

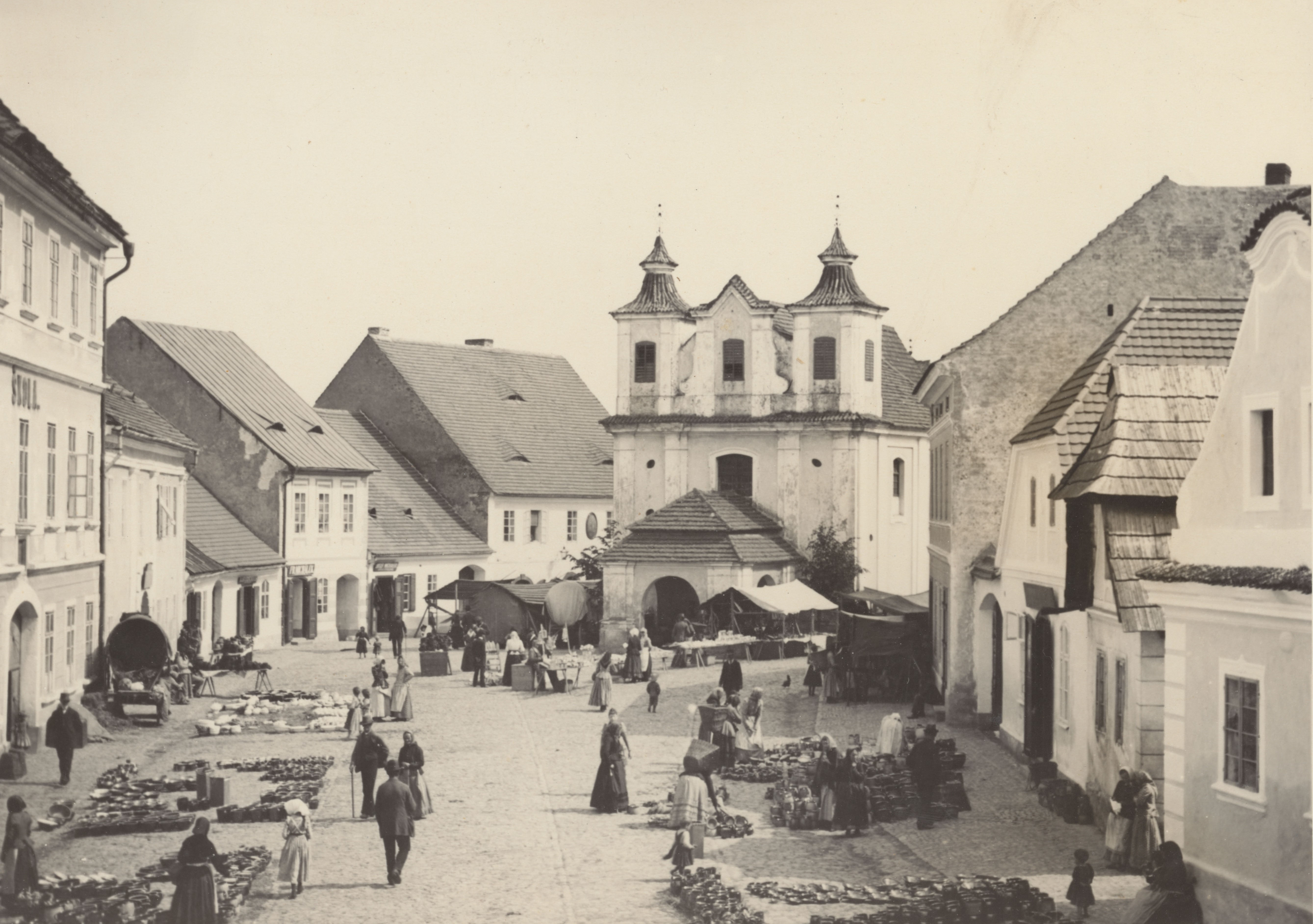
Kostel svatého Jana Nepomuckého v Rožmitále pod Třemšínem

Na sklonku života byl arcibiskup stále častěji nemocen. Zemřel v Hahnbachu v Horní Falci, tehdy patřící k Bavorskému království. Smrt ho zastihla na zpáteční cestě do Prahy z lázní v Bad Kissingenu, kde pobýval na léčení. Jeho tělo bylo pak k veřejnému rozloučení vystaveno v kostele v Rožmitále pod Třemšínem, městečku na arcibiskupském panství. Arcibiskup byl svými poddanými, ale i ostatním lidem v Českém království natolik oblíben, že Rožmitálští odmítli arcibiskupovo tělo vydat, neboť si vzpomněli, že arcibiskup často rád říkával, že by si přál být ve své oblíbené brdské krajině pohřben. K rozbouření lidu přispěla i mylná zpráva, že arcibiskup nechal v poslední vůli udělit Rožmitálu povolení pro zbudování sirotčince a další výhody, ale pánovitý a nenáviděný správce arcibiskupského panství, testament zatajil. Přišlo třicet vojáků, kteří měli získat tělo arcibiskupa zpět, ale lid se nezalekl. Muselo být tedy posláno pro několik dalších setnin z Březnice a teprve poté Rožmitálští arcibiskupovo tělo vydali. To muselo být do Prahy převezeno v doprovodu vojenského kordonu. V katedrále svatého Víta se konaly pohřební liturgie.
Hrob lidem oblíbeného arcibiskupa se nachází v kostele svatého Františka Serafinského v Kamenici, sloužícím zároveň jako kaple tamního arcibiskupského zámečku. Tento filiální kostel Vilém Florentin 26. září 1797 osobně po předchozí přestavbě znovuvysvětil a leží tu pochován na vlastní přání. Po arcibiskupově smrti nastalo na pražském stolci čtyřleté období sedisvakance.